# フェロー諸島沖海戦
フェロー諸島沖海戦は第二次世界大戦中の海戦。1939年（昭和14年）11月23日午後、北大西洋へ進出しようとしたドイツ海軍のシャルンホルスト級戦艦 (Schlachtschiffe der Scharnhorst-Klasse) 2隻がイギリスの補助巡洋艦ラワルピンディと遭遇し、それを撃沈した。この戦闘の結果、ドイツ艦は出撃を取りやめドイツへ引き返した。
イギリス海軍はラワルピンディを沈めた敵戦艦をポケット戦艦と誤認し、大規模な捜索をおこなったが、発見できずに取り逃がした。

## 背景
1939年（昭和14年）9月の第二次世界大戦開戦以降、大西洋とインド洋でドイツ海軍のポケット戦艦アドミラル・グラーフ・シュペー (Die Admiral Graf Spee) が通商破壊作戦を行っていた。また10月には姉妹艦ドイッチュラント (Deutschland) が大西洋北部で通商破壊作戦を実施していた。ドイツ通商破壊艦に対抗するためイギリス海軍は輸送船団に強力な護衛艦を付随させ、また多数の任務部隊を展開してポケット戦艦を捕捉しようとした。
アドミラル・グラーフ・シュペーに対する圧力を低減するため、ドイツ海軍は巡洋戦艦／戦艦シャルンホルスト (Scharnhorst) とグナイゼナウ (Gneisenau) をアイスランド南方へ出撃させることにした。

## 経過

### 戦闘前
11月21日、シャルンホルスト級戦艦2隻（グナイゼナウ〈旗艦〉、シャルンホルスト）は艦隊司令長官ヴィルヘルム・マルシャル大将の指揮の下でヴィルヘルムスハーフェンを出撃した。この出撃には軽巡洋艦ケルン (Köln)  、ライプツィヒ (Leipzig) 、駆逐艦複数隻（ベルント・フォン・アルニム、カール・ガルスター、エーリッヒ・ギーゼ）、水雷艇4隻も同行した。これらは22日に巡洋戦艦2隻と分かれてポケット戦艦リュッツオウ（旧ドイッチェラント）などと共にスカゲラク海峡へ通商破壊戦に向かった。
シャルンホルスト級2隻は荒天の中を航行した。軽巡コロンボ (HMS Colombo，D89) 、カーディフ (HMS Cardiff，D58) 、カレントン (HMS Caledon，D53) が哨戒してたが、シャルンホルスト級2隻を発見できなかった。ドイツ艦は欺瞞のためイギリスの戦闘旗を掲げるということもしていたが、イギリスに発見されることはなく、23日の午後にはフェロー諸島の北西に到達していた。
イギリスはこの海域に巡洋艦や商船改造の補助巡洋艦 (Auxiliary Cruiser) を配置して哨戒をおこなっており、この時は軽巡洋艦ニューカッスル (HMS Newcastle, C76) 、デリー (HMS Delhi，D47) 、カリプソ (HMS Calypso, D61) 、シアリーズ (HMS Ceres，D59) 、補助巡洋艦ラワルピンディ(Rawalpindi) がその任務に就いていた。その中の1隻で北方哨戒隊に所属していたラワルピンディと、シャルンホルストが遭遇して本海戦に至った。

### 戦闘
ドイツ艦2隻は旗艦グナイゼナウが先頭で、シャルンホルストとは20km距離を開けていた。11月23日16時7分（ドイツ時間、以下同じ）イギリス軍記録14時23分、ラワルピンディを発見したシャルンホルストが進路を変更し、ラワルピンディの方へ向かった。シャルンホルストは停船を命じ艦名を尋ねたが、ラワルピンディは「F=A=M」と答えるのみで停船はしなかった。ラワルピンディは霧の中や、氷山の陰に隠れようと必死で逃走する。ドイツ戦艦の降伏勧告に対し、ラワルピンディは以下のように返答したという。
17時3分、両艦は交戦を開始した。現実問題として、補助巡洋艦（仮装巡洋艦）と高速戦艦では、勝負にならなかった。すぐにラワルピンディにシャルンホルストの28センチ主砲弾が命中し、ラワルピンディは炎上した。ラワルピンディは「ドイッチュラントと交戦中である」との電文を発したが、17時6分に受けた命中弾でケネディ艦長は戦死、無線室も破壊された。シャルンホルストも砲弾の破片によって被害が生じた。グナイゼナウも17時11分に戦闘に加わったが、17時16分に砲撃を中止した。

### 戦闘後
約30分の砲撃戦で、ラワルピンディは沈没した。沈没前に「救難艇の派遣を乞う」と信号をおくったので、シャルンホルストが生存者救助に向かい、27名を救助した。だが19時15分に、ラワルピンディからの報告を受けてやってきたイギリスの軽巡洋艦ニューカッスル (HMS Newcastle, C76) を発見し、救助作業を中止した。イギリスに発見され、イギリスの本国艦隊が捜索に出撃したことから、マルシャル中将はイギリスの包囲網から逃れるため北大西洋への出撃を中止して退避する。なお、ラワルピンディの生存者はシャルンホルストの救助された27名のほか、イギリスの補助巡洋艦チトラル (HMS Chitral) によって11名が救助された。戦死者は270名であった。
ニューカッスルはドイツ艦を発見して追跡したが、まもなく19時24分にドイツ艦を見失った。ニューカッスルも「ドイッチュラントを視認した」と報告した。ラワルピンディおよびニューカッスルの報告から、イギリス海軍は「ポケット戦艦が北大西洋で行動中」と判断する。そこでクライドから本国艦隊（司令長官チャールズ・フォーヴス大将）のネルソン級戦艦2隻と重巡洋艦デヴォンシャー (HMS Devonshire, 39) 、駆逐艦7隻を出撃させた。
そのほかにも軽巡サウサンプトン (HMS Southampton, C83) 、エディンバラ (HMS Edinburgh, C16) 、オーロラ (HMS Aurora) 、シェフィールド (HMS Sheffield, C24) 、重巡ノーフォーク (HMS Norfolk, 78) 、サフォーク (HMS Suffolk, 55) など、多数の巡洋艦や駆逐艦を捜索に当てた。さらに、カナダのハリファックスからイギリスにむかうHX9船団を護衛中だった戦艦ウォースパイト (HMS Warspite) も、デンマーク海峡の警戒と索敵を命じられた。加えて、ハリファックスからは巡洋戦艦レパルス (HMS Repulse) と空母フューリアス (HMS Furious, 47) が出撃した。
25日には巡洋戦艦ダンケルク (Dunkerque) などからなるフランス艦隊（襲撃部隊、司令官ジャンスール提督）も出撃し、これに巡洋戦艦フッド (HMS Hood) も加わった。
以上のようにイギリス海軍は多数の艦艇を出動させて哨戒線を形成し、また捜索活動をおこなった。だが、ドイツ高速戦艦の捕捉に失敗した。グナイゼナウとシャルンホルストは26日に嵐にまぎれて発見されることなくノルウェー沖を南下した。27日、無事にヴィルヘルムスハーフェンに帰還する。ドイツ側は「ドイッチェランドがラワルピンディを撃沈した」という連合国軍側の誤解を訂正しなかったので、世界各国も本海戦に参加した艦艇を誤認していた。
一方、イギリス側では戦艦ロドニー (HMS Rodney, 29) が舵機故障を起こし、クライド帰投後にドッグ入りを余儀なくされた。さらに12月4日には、戦艦ネルソン (HMS Nelson, 28) がユー湖でU-31が敷設した機雷により損傷、7か月も修理のため戦線を離脱し、本国艦隊旗艦は戦艦ウォースパイト (HMS Warspite) となった。
帰投後、マルシャルは高速戦艦2隻を擁しながら軽巡洋艦1隻（ニューカッスル）を攻撃しようとせず逃走したことを、ドイツ海軍上層部から非難された。海軍作戦部部長のクルト・フリッケ少将は「戦艦の役割は砲撃することだ。煙幕を張ることじゃない」と評した。これに対しマルシャルは「主力艦は夜間に魚雷を持った相手に近づくべきではないとされている」「駆逐艦が1隻も随伴していない状況で、夜戦の危険を冒せなかった」「貴重なシャルンホルスト級をいかなる危険にも晒すわけにはいかなかった」と反論した。
ポーランド戦役の敗北や、西部戦線（まやかし戦争）で将来が見通せない中、ラワルピンディの奮闘にイギリス国民は喝采をおくった。後日、イギリスはラワルピンディ乗組員に勲章を授与し、戦死したケネディ艦長には柏葉敢闘章が追贈された。ドイツ側も、海戦に参加したシャルンホルストとグナイゼナウ乗組員に艦隊戦闘章を授与した。